# Đường Mittraphap
Đường Mittraphap (tiếng Thái: ถนนมิตรภาพ, RTGS: Thanon Mittraphap, phát âm [tʰā.nǒn mít.trā.pʰâːp]) hoặc Quốc lộ 2 (tiếng Thái: ทางหลวงแผ่นดินหมายเลข 2, RTGS: Thang Luang Phaendin Mailek Song) là một trong bốn tuyến đường cao tốc chính tại Thái Lan, chạy dọc theo Đường Phahonyothin (Quốc lộ 1), Đường Sukhumvit (Quốc lộ 3), và Đường Phetkasem (Quốc lộ 4). Nó bắt đầu từ tỉnh Saraburi đến Nong Khai.
Ban đầu con đường này được xây dựng từ Khorat đến Nong Khai bởi Hoa Kỳ vào năm 1955–1957 với tổng kinh phí $20 triệu đô la Mỹ để hỗ trợ căn cứ quân sự phía Đông Bắc.:56-57
Nó là tuyến đường cao tốc đầu tiên ở Thái Lan đạt tiêu chuẩn quốc tế, và là tuyến cao tốc đầu tiên ở Thái Lan sử dụng cả bê tông và bê tông nhựa. Nó được đặt tên là "Thanon Mittraphap" vào ngày 20 tháng 2 năm 1957. Có nghĩa là "Đường Hữu nghị". Nó là tuyến đường chính kết nối Isan (Đông Bắc Thái Lan) đi qua Dãy núi Dong Phaya Yen. Đường cao tốc bắt đầu từ Saraburi, nút giao Đường Phahonyothin (Quốc lộ 1). Nó còn đi ngang qua tỉnh Nakhon Ratchasima, Khon Kaen, Udon Thani, và kết thúc tại Nong Khai, nơi liên kết Cầu Hữu nghị Thái-Lào dẫn đến Lào.

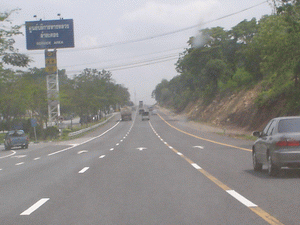
Đường Mittraphap sáu làn mở rộng gần Lam Takhong, Nakhon Ratchasima
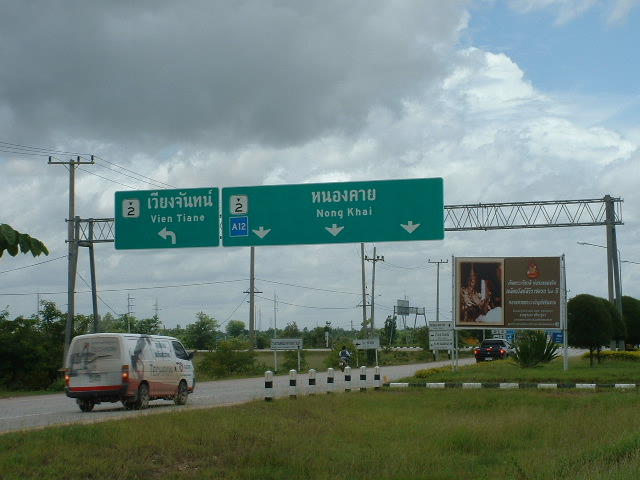
Đường cao tốc Mittraphap tại Nong Khai
Cầu Hữu nghị Thái-Lào